# Iron Man
Iron Man, il cui vero nome è Anthony Edward "Tony" Stark, più conosciuto come Tony Stark, è un personaggio dei fumetti statunitensi pubblicati da Marvel Comics. Creato nel 1963 da Stan Lee e Larry Lieber (testi), e disegnato da Don Heck e Jack Kirby, la sua prima apparizione avvenne in Tales of Suspense (vol. 1) n. 39 (marzo 1963), la cui copertina venne disegnata da Kirby, collaboratore di Heck nello sviluppo del design dell'armatura.
Geniale inventore miliardario, playboy e filantropo proprietario delle Stark Industries, Tony viene rapito in Vietnam (Afghanistan dopo una retcon) rimanendo ferito dall'esplosione di una mina e, anziché costruire armi di distruzione di massa come ordinatogli dai suoi carcerieri, sfrutta il periodo della sua prigionia per costruire un'armatura che possa salvargli la vita e permettergli di fare ritorno in patria, dove assume l'identità di Iron Man divenendo un supereroe nonché membro fondatore dei Vendicatori. Contraddistinto dal carattere carismatico e cordiale risulta tuttavia anche bramoso di potere e spesso disposto a usare sotterfugi, menzogne e inganni (anche ai danni dei propri alleati se lo ritiene necessario), prerogative che lo hanno spesso portato a contrasti con supereroi come l'Uomo Ragno, Thor e soprattutto Capitan America, noti per la spiccata onestà.
Nel 2008 la rivista Forbes lo ha posizionato al settimo posto nella classifica dei personaggi di fantasia più ricchi del mondo, attribuendogli un patrimonio di 7,9 miliardi di dollari che, nel 2013, è stata ricalcolato portandolo a 12,4 miliardi e collocandolo di conseguenza alla quarta posizione della lista.
Nella classifica stilata nel 2011 dal sito IGN, si è posizionato al dodicesimo posto come più grande eroe della storia dei fumetti, dopo Dick Grayson e prima di Jean Grey.

## Storia editoriale

### Concezione
Diverso tempo prima dell'esordio del personaggio nel marzo 1963 su Tales of Suspense (vol. 1) n. 39, Stan Lee aveva sviluppato l'idea di un "supereroe imprenditore" al fine di creare la "quintessenza del capitalista", che andasse completamente contro lo spirito del periodo e dei lettori Marvel. Stando a Lee, la sua sfida era prendere il tipo di personaggio che a nessuno potrebbe piacere e renderlo popolare sfruttando il contrasto tra l'immagine esteriore di playboy irresponsabile e le sue sofferenze interiori. Per l'aspetto e la personalità del personaggio Lee ha tratto ispirazione da Howard Hughes sebbene invece Don Heck abbia dichiarato di non essersi servito di alcun modello specifico. La prima armatura di Iron Man, disegnata da Jack Kirby, simile per aspetto a un robot e di colore grigio (oro dal secondo episodio) venne in seguito sostituita con la classica armatura rossa e dorata a opera di Steve Ditko.
Le prime avventure di Iron Man, fortemente impregnate del sentimento anticomunista tipico della guerra fredda, vedevano come temi principali lo sviluppo tecnologico e la difesa nazionale ma, in seguito, si sono concentrate maggiormente sul personaggio rendendolo più complesso e affrontando temi quali l'alcolismo.

### Pubblicazioni
Inizialmente pubblicato su Tales of Suspense, quando la serie, giunta al numero 99 (marzo 1968), viene dedicata interamente a Capitan America, Iron Man, nel frattempo incluso nella prima formazione dei Vendicatori, compare nello speciale Iron Man and the Sub-Mariner dell'aprile 1968, ottenendo poi una testata propria a maggio dello stesso anno: The Invincible Iron Man, che impiega ai disegni George Tuska per un decennio e vede poi prendere le redini David Michelinie, Bob Layton e John Romita Jr. dal numero 116 (novembre 1978) fino al 158 (maggio 1982), venendo poi sostituiti da Dennis O'Neil per una serie di storie che si conclude nel 200º numero (novembre 1985). In seguito Michelinie e Layton riprendono le redini della serie dal numero 215 (febbraio 1987) al 231 (giugno 1988) influenzando molto con il loro lavoro gli autori che li succedono, soprattutto nei numeri dal 258 (luglio 1990) al 266 (marzo 1991).

Copertina di Iron Man & i Vendicatori n. 68, disegni di Alan Davis

Dopo la chiusura del primo volume nel settembre 1996, Jim Lee, Scott Lobdell e Jeph Loeb ne realizzano un secondo della durata di 13 numeri conclusosi a novembre 1997, mentre il terzo volume dedicato al supereroe vede i primi 89 numeri (febbraio 1998-dicembre 2004) scritti da Kurt Busiek e Roger Stern, cui fanno coda, fra i tanti, Joe Quesada e John Jackson Miller. Dal numero 41 inoltre, la serie riprende la numerazione del primo volume concludendosi dunque col numero 434. Il quarto volume di The Invincible Iron Man, ospitante il ciclo Extremis scritto da Warren Ellis e disegnato da Adi Granov, dura 35 numeri (gennaio 2005-gennaio 2009) e viene pubblicato parallelamente al quinto volume, scritto da Matt Fraction coi disegni di Salvador Larroca e terminante a marzo 2011 col numero 500 (secondo numerazione originale). La successiva serie di Iron Man lanciata dopo l'iniziativa Marvel NOW! è invece scritta da Kieron Gillen e illustrata da Greg Land. Con il rilancio di tutte le testate della casa editrice sotto il marchio All New All Different Marvel, al personaggio vengono dedicate due nuove serie, il secondo volume di Invincible Iron Man e International Iron Man.

#### Pubblicazioni in lingua italiana
In Italia le avventure di Iron Man pubblicate su Tales of Suspense sono state pubblicate da Editoriale Corno in ordine sparso su Capitan America, I Fantastici Quattro e Il mitico Thor; il 1º marzo 1971, nel numero 23, è apparso per la prima volta su L'incredibile Devil, che, sui numeri da 86 a 126, ha ospitato anche le storie dal numero 1 al 41 del primo volume di The Invincible Iron Man; successivamente la serie è continuata sui numeri da 131 a 283 de L'Uomo Ragno (numeri 42-121) e su tutti i numeri del Settimanale dell'Uomo Ragno (122-127). La serie è poi continuata sotto il marchio Play Press, prima spartita tra Namor e DP7 (128-143), poi sui primi 46 numeri di Iron Man (144-266, saltando alcuni numeri) e infine sui numeri dal 40 al 53 di Silver Surfer (267-280). Dopo che Panini Comics divenne il distributore ufficiale della Marvel in Italia, termina la pubblicazione del primo volume della serie sui 5 numeri di Iron Man (281-300), su Marvel Top 5 (301-306) ed infine sui primi 17 numeri di Iron Man e i Vendicatori (sebbene l'ultimo numero, il 332, sia pubblicato in Thor & Cap n. 34). La suddetta collana ospita in seguito tutto il secondo volume dedicato al supereroe nei numeri da 18 a 30 (salvo il numero conclusivo, pubblicato su Marvel Crossover n. 23) e, salvo alcuni episodi omessi, anche Iron Man (vol. 3) ha trovato spazio sui numeri da 31 a 84 della suddetta testata (i numeri 7, 33-34 e 64 sono stati editi rispettivamente su Marvel Crossover n. 25-31 e Thor 56). L'arco narrativo Extremis è stato pubblicato su 100% Marvel 79, mentre il quinto volume di The Incredible Iron Man è stato pubblicato sui numeri da 13 a 56 di Iron Man & i Potenti Vendicatori. Con l'ondata Marvel NOW! Iron Man e i Vendicatori viene ribattezzato Iron Man e New Avengers per poi diventare semplicemente Iron Man.

## Biografia del personaggio

### Origini

L'armatura Mark I di Iron Man sulla copertina del primo volume di Marvel Masterworks: Iron Man, disegni di Jack Kirby

Nato a Sofia, Bulgaria, sotto il segno dei gemelli, dagli agenti S.H.I.E.L.D. Jude e Amanda Armstrong e adottato dai magnati dell'industria bellica Howard e Maria Stark, Tony si dimostra immediatamente un bambino prodigio e, a soli quindici anni, viene ammesso al MIT laureandosi in ingegneria e fisica. A ventun anni, dopo la morte dei genitori adottivi in un incidente d'auto, Tony eredita la società della sua famiglia, le Stark Industries; premurandosi subito dopo di rilevare la ditta produttrice dei freni difettosi responsabili del sinistro stradale eliminandone il malfunzionamento.
Scoppiata la Guerra del Vietnam, Stark esamina la possibilità di aiutare il contingente statunitense e, durante una visita ad una base militare nella zona del conflitto, cade vittima di un'imboscata tesagli dal signore della guerra vietnamita Wong Chu, rimanendo gravemente ferito dall'esplosione di una mina terrestre e trovandosi con delle schegge metalliche conficcate a poca distanza dal suo cuore. Rinchiuso in un campo di prigionia con l'ordine di costruire armi di distruzione di massa per il suo carceriere, Stark viene salvato da morte certa dal suo compagno di cella, il noto fisico Ho Yinsen, che stabilizza le sue condizioni costruendo una piastra magnetica e impiantandogliela nel petto di modo da rallentare il più possibile l'avanzamento delle schegge. Nonostante le terribili sofferenze Tony, deciso a non sottostare agli ordini di Wong-Chu, col solo aiuto di Yinsen utilizza i materiali messigli a disposizione per costruire un potente esoscheletro di ferro, grazie al quale riesce a sbaragliare l'esercito del signore della guerra e a fuggire, sebbene nel corso della fuga Yinsen sacrifichi la propria vita di modo da far guadagnare al compagno il tempo necessario ad indossare e caricare l'ingombrante armatura.
Nel corso della sua fuga soccorre inoltre il pilota dei Marine James "Rhodey" Rhodes, sopravvissuto all'abbattimento del suo elicottero da parte di un Viet Cong; i due, collaborando, riescono a rubare un elicottero da una base vietnamita facendo ritorno allo stanziamento statunitense di Saigon e stringendo una solida amicizia.
Fatto successivamente ritorno in patria, Tony scopre che le schegge non possono essere rimosse dal suo cuore senza ucciderlo e così è costretto a tenere permanentemente addosso il magnete pettorale, ricaricandolo quotidianamente per rimanere in vita. Nel frattempo, sconvolto dall'orrore della guerra vista in prima persona, continua a migliorare la sua armatura decidendo di servirsi del suo potere a fin di bene ed assumendo l'identità di Iron Man, che presenta al mondo come sua guardia del corpo e mascotte della compagnia. Fortemente avverso al comunismo, nelle sue prime avventure affronta minacce sovietiche quali Dinamo Cremisi, Titanium Man, la Vedova Nera e Occhio di Falco (entrambi divenuti poi suoi amici e alleati), nonché il Mandarino, suo più grande nemico e vero responsabile del suo rapimento in quanto capo di Wong Chu. La sua doppia identità, mascherata dietro a una facciata di industriale ricco viziato e godereccio, viene rivelata da Tony a due soli membri del suo staff, il fedele chauffeur Happy Hogan e l'amata assistente personale Pepper Potts, nonché a Rhodey che, al termine del conflitto in Vietnam, si ricongiunge a Tony divenendo il suo pilota personale.
Successivamente Tony riconsidera le sue idee politiche anticomuniste e smette di fabbricare armi anche per gli USA, sebbene rimanga di mentalità profondamente arrogante e sicuro che il fine giustifichi sempre i mezzi, cosa che lo mette in conflitto con la gente intorno a lui, in entrambe le sue identità. Oltre che per migliorare costantemente la sua armatura, Tony si serve del suo immenso patrimonio personale anche per attività filantropiche tramite la Fondazione Maria Stark, ente non profit intitolato alla madre; inoltre finanzia i Vendicatori permettendo loro di usare come base il maniero in cui visse da bambino e procurandogli i mezzi noti come Quinjet, divenendo il principale fornitore tecnologico dello S.H.I.E.L.D. e inventando il congegno olografico usato dagli X-Men.
Col tempo le sue condizioni cardiache divengono di dominio pubblico e si sottopone a un trapianto di cuore artificiale.

### Alcolismo
Più tardi, Tony inizia a sviluppare armature con funzioni specifiche tra i quali una per i viaggi spaziali e una per le manovre stealth scoprendo, contemporaneamente, che lo S.H.I.E.L.D. sta cercando di impossessarsi della sua società al fine di assicurarsi un rifornimento perenne di armi. Tale rivelazione è seguita dalle macchinazioni del suo rivale in affari Justin Hammer, che lo mette in ginocchio potenziando i mezzi tecnologici di una vasta schiera di supercriminali minori, sabotando la sua armatura per far sì che uccida involontariamente un diplomatico e costringendolo a cedere l'armatura alle autorità, finché lui e Rhodey non riescono a smascherare il vero colpevole. Tali tensioni portano tuttavia Tony a sviluppare una seria dipendenza dall'alcool che, tuttavia, con l'aiuto della sua ragazza di allora, Bethany Cabe, e dei suoi amici, riesce a superare.
Tempo dopo un rivale spietato, Obadiah Stane, manipola Stark portandolo a una seria ricaduta emotiva, assumendo il controllo della sua azienda e riducendolo a divenire un senzatetto alcolizzato che, prima di sparire dalla circolazione, lascia la sua armatura e il ruolo di Iron Man a Rhodes. Dopo essersi ripreso e aver smesso di bere, Tony apre una piccola compagnia di elettronica nella Silicon Valley, la Circuits Maximus, assieme a Rhodey e i fratelli Morley e Clytemnestra Erwin. Preferendo dedicarsi allo sviluppo di nuove tecnologie, non riassume il ruolo di Iron Man e lo lascia a Rhodes, almeno finché questi non inizia a divenire sempre più aggressivo e paranoico per via delle interfacce cerebrali dell'armatura, calibrate per il cervello di Tony. Dopo che l'amico viene curato dalla crescente follia, Stane attacca anche la Circuits Maximum facendovi esplodere una bomba che provoca la morte di Morley Erwin, ragione per la quale Tony, furioso, decide di regolare i conti con Stane affrontandolo alla sede delle ex-Stark Industries (ora Stane International) con una nuova armatura che si rivela notevolmente superiore a quella di Iron Monger indossata dal nemico il quale, pur di non finire in prigione, si suicida.
Poco dopo riprende possesso della sua azienda ribattezzandola Stark Enterprises e stabilendo la nuova sede a Los Angeles.

### Guerra delle Armature e Traversata
Dopo che Spymaster riesce a rubare i progetti dell'armatura di Iron Man rivendendoli al mercato nero Tony, al fine di prevenirne un uso negativo, decide di occuparsi personalmente di disabilitare le altre armature basate sulla sua tecnologia, indipendentemente dal fatto che siano eroi o criminali. Tale "Guerra delle Armature" ha conseguenze tragiche, in quanto porta Iron Man in rotta di collisione col governo statunitense che lo dichiara un criminale, in quanto colpevole di aver attaccato alcuni agenti operativi loro e dello S.H.I.E.L.D., portando Stark a mentire dicendo di avere "licenziato" il vecchio Iron Man a seguito delle sue azioni, per rimpiazzarlo con una nuova persona sebbene i Vendicatori, consci della verità, lo caccino dal gruppo.
Nel frattempo le condizioni di salute di Tony si deteriorano in quanto l'interfaccia cibernetica dell'armatura ne danneggia il sistema nervoso e una sua ex-ragazza malata di mente tenta di ucciderlo lasciandolo paraplegico e costringendolo a impiantarsi un chip che gli permette di recuperare la motricità, ma lasciando il suo sistema nervoso tanto vulnerabile da far sì che, per non perderne il controllo, debba inventare una sorta di "pelle di nervi artificiali" con cui rivestire il suo corpo. A causa di tutto ciò inizia a pilotare l'armatura di Iron Man a distanza ma, quando tutto ciò si rivela insufficiente ad affrontare il crimine, torna in azione con una nuova armatura dotata di armi pesanti. Nel momento in cui il danno al sistema nervoso raggiunge un'entità troppo elevata, Tony simula la sua morte e entra in un sistema di animazione sospesa rigenerativo, lasciando il controllo della sua società all'ignaro Rhodey; quando però fa ritorno perfettamente ristabilito Rhodey, sentendosi tradito, lo abbandona, iniziando una carriera supereroistica in solitaria con l'ultimo modello d'armatura ideata da Tony e il nome di battaglia War Machine, sebbene successivamente i due si riappacificano.
Dopo gli avvenimenti della guerra Kree-Shi'ar e l'Operazione: Tempesta nella galassia, Iron Man si allontana completamente dai Vendicatori e, assieme a alcuni ex-membri dei Vendicatori della Costa Ovest fonda Force Works, sebbene in seguito le sue tensioni con gli eroi più potenti della Terra si attutiscano portando a un ravvicinamento, almeno finché, sotto il controllo di Kang il Conquistatore (che da anni si è insediato nella sua mente), manipola la gente intorno a sé sfruttandoli come sicari del malvagio tiranno e uccide Rita De Mara (Calabrone II) e Marilla, la babysitter della figlia di Quicksilver e di Crystal, Luna. Per scongiurare il pericolo, i Vendicatori reclutano un Tony Stark adolescente originario di un'altra dimensione procurandogli un'armatura; la vista della sua versione giovanile fa rinsavire Tony quanto basta per sacrificare la sua vita e sconfiggere Kang. Deciso a rimanere nella nuova dimensione, il Tony adolescente assume poi legalmente il controllo della "sua" azienda.
Quando, in seguito alla battaglia con Onslaught, anche il giovane Tony muore assieme a molti Vendicatori e ai Fantastici Quattro, il semi-onnipotente Franklin Richards li resuscita in un universo tascabile di sua creazione da cui, in seguito, fanno ritorno all'universo originario. Il rinato Tony Stark, nuovamente adulto, mantiene sia i ricordi dell'originale che del giovane e, dopo aver fatto ritorno alla sua dimensione originale, con l'aiuto dello studio legale Nelson & Murdock, torna in possesso della sua compagnia, ribattezzata Stark Solutions, e si scusa coi Nuovi Vendicatori per le azioni compiute sotto il controllo di Kang venendo riammesso nel gruppo.

### Nuovo millennio
A un certo punto l'armatura di Tony diventa senziente, riuscendo ad eludere i complessi sistemi cibernetici installati per evitare che ciò accadesse. Inizialmente Tony accetta di buon grado l'idea di un'armatura "vivente" in quanto migliora le normali abilità tattiche, ma, in seguito, questa diviene sempre più aggressiva fino a desiderare di rimpiazzare il proprio creatore che, dunque, è costretto ad affrontarla su un'isola deserta finendo per avere un attacco cardiaco. Mossa da un ultimo sentimento d'affetto per Tony, l'armatura si sacrifica privandosi di alcuni componenti ed usandoli per fornirgli un cuore artificiale che, pur ripristinando la salute dell'uomo, non possedendo una scorta interna di energia lo rende nuovamente dipendente da ricariche giornaliere. L'incidente con l'armatura senziente lascia Tony tanto scosso da tornare a servirsi per diverso tempo di un vecchio modello, per poi passare a una lega di metallo liquido chiamata S.K.I.N. e tornare a utilizzare nuovamente sofisticate armature di metallo normale solo molto tempo dopo.
Contemporaneamente Tony inizia una relazione con Rumiko Fujikawa, ricca ereditiera intelligente e piena di risorse che tuttavia lo frequenta unicamente per indispettire suo padre, Kenjiro Fujikawa, rivale in affari di Stark. La relazione tra i due procede tra alti e bassi, divenendo via via più solida finché la donna non viene assassinata da un impostore con l'armatura di Iron Man.
Con l'inizio del ventunesimo secolo, Tony rivela pubblicamente la sua identità segreta, non rendendosi conto di compromettere, in tal modo, gli accordi che proteggono la sua armatura dalla duplicazione da parte del governo, validi solo se l'armatura di Iron Man viene usata da un impiegato di Stark, non da lui stesso. Scoperto che l'USAF sta nuovamente usando le sue tecnologie, anziché eliminarle come fatto in precedenza, Tony decide dunque di accettare la carica di Segretario della difesa sperando in tal modo di poter controllare l'uso delle sue creazioni. Viene tuttavia costretto ad abbandonare la sua carica governativa dopo che Scarlet perde il controllo sui suoi poteri e gli provoca involontariamente i sintomi di una sbornia portandolo ad aggredire l'ambasciatore latveriano durante un discorso alle Nazioni Unite; incidente che avvia una catena di eventi al termine dei quali la donna, sempre involontariamente, distrugge la base dei Vendicatori provocando la morte di molti di loro e la separazione dei superstiti. Tempo dopo, Tony convince l'opinione pubblica di aver lasciato il ruolo di Iron Man a un'altra persona, sebbene ciò sia solo una menzogna.
Dopo la formazione dei Nuovi Vendicatori, Tony offre al gruppo di servirsi della Stark Tower, suo ufficio e laboratorio, come nuova base. Successivamente assume il tecnovirus Extremis ottenendo poteri rigeneranti e tecnopati; inoltre torna ad affrontare problemi legati alla politica e allo spionaggio industriale vedendosela con avversari quali Spettro, Spymaster e Laser Vivente.
Contemporaneamente, assieme a Pantera Nera, il Professor X, Mister Fantastic, Freccia Nera, il Dottor Strange e Namor, forma il gruppo segreto degli Illuminati, volto a ideare strategie politiche contro le minacce soprannaturali.

### Civil War
Dopo che le azioni di un gruppo di supereroi dilettanti, i New Warriors, provocano un'esplosione nella città di Stamford, Connecticut, coinvolgendo decine di isolati tra cui una scuola elementare, il governo statunitense fa passare l'Atto di Registrazione dei Superumani, volto a costringere qualsiasi individuo dotato di superpoteri a rivelare le loro identità allo stato e agire come agenti governativi con licenza. Iron Man, favorevole a tutto ciò in quanto schiacciato dal senso di colpa per le azioni compiute quando era un alcolista, ritiene che i supereroi debbano essere più controllati, ed è il primo a dare il buon esempio rivelando pubblicamente di essere ancora lui a vestire i panni di Iron Man. Tuttavia, nonostante Mister Fantastic e Hank Pym si dicano concordi con lui altri supereroi, guidati da Capitan America, la ritengono una violazione della loro libertà personale e dunque vengono dichiarati dei fuorilegge dal governo, dando consequenzialmente luogo a una guerra civile tra superumani pro-registrazione e anti-registrazione che finisce nel momento in cui il leader di questi ultimi, Capitan America, si arrende alla fazione guidata da Tony, facendosi arrestare per mettere fine alla scia di distruzione.
Terminato il conflitto Tony viene nominato direttore dello S.H.I.E.L.D. con Maria Hill in qualità di vice ed istituisce l'Iniziativa dei 50 Stati dedita ad addestrare per ogni stato d'America un supergruppo sponsorizzato dal governo. Inoltre forma i Potenti Vendicatori affidandone il comando a Ms. Marvel, che in realtà prende ordini direttamente da lui; nonostante veda tutti i suoi progetti realizzati, quando Capitan America viene assassinato mentre è scortato al suo processo Tony, davanti al cadavere dell'amico, ammette che se era quello il prezzo da pagare per la vittoria non ne valeva la pena. Successivamente presenzia al funerale di Cap portandone la bara assieme a Ben Grimm, Carol Danvers, Rick Jones, T'Challa e Sam Wilson.
Durante l'invasione di Hulk a Manhattan, Stark è uno degli obbiettivi del Golia Verde, che affronta indossando l'armatura Hulkbuster venendo sconfitto, imprigionato in un Colosseo e successivamente liberato da Sentry, il quale ingaggia Hulk in una dura lotta dando a Tony il tempo di armare un satellite che, tramite una raffica laser, regredisce il Gigante di Giada alla sua forma umana permettendone l'arresto.

### Secret Invasion
Quando la Donna Ragno (Jessica Drew) porta a Iron Man il corpo di uno Skrull spacciatosi per Elektra, egli intuisce che la Terra sia sotto assedio da parte degli alieni mutaforma camuffatisi nella comunità supereroistica. Riuniti gli Illuminati per far fronte al pericolo, Tony si rende conto però di non potersi fidare nemmeno di loro in quanto emerge che anche Freccia Nera è un impostore Skrull; motivo per il quale il gruppo si divide e i membri decidono di trovare ognuno da sé una soluzione alla faccenda. Nel corso di un successivo scontro nella Terra Selvaggia, viene privato dei suoi poteri Extremis, motivo per il quale Tony rimane incapacitato a scongiurare il pericolo dell'invasione Skrull in quanto, prima che riesca a riparare la sua armatura, Norman Osborn ha già scongiurato la crisi uccidendo la regina Veranke.
Ritenendolo responsabile dell'accaduto e di non aver saputo opporre un'adeguata difesa, il Presidente degli Stati Uniti destituisce Stark dal suo ruolo di direttore dello S.H.I.E.L.D. e dell'Iniziativa, sostituendolo con Osborn che ribattezza l'agenzia H.A.M.M.E.R.

### Dark Reign
Non fidandosi di Osborn, Stark e Hill cancellano il database contenente i nomi dei superumani registrati ed entrano in clandestinità. Dichiarato l'uomo più ricercato del mondo e allontanato dagli altri supereroi, Tony può contare solo su Pepper, Hill, Rhodey e i modelli più rudimentali delle sue armature. Consapevole di ricordarsi tutte le informazioni inerenti al neo-cancellato database e terrorizzato all'idea che queste cadano in mano a Osborn qualora venisse catturato, Stark si infligge volontariamente una lesione cerebrale, motivo per il quale il direttore dell'H.A.M.M.E.R., furioso per la perdita dei preziosi dati, lo picchia selvaggiamente mandandolo in coma davanti a decine di reporter, azione che fa perdere molta credibilità a Osborn e riguadagnare la simpatia del pubblico a Stark.
Come espresso nel testamento biologico di Stark, il suo corpo viene portato a Broxton, Oklahoma, dal Dr. Donald Blake che, assieme a Capitan America, Bucky, Pepper e il Dottor Strange, riceve un messaggio olografico dove Tony spiega il modo di risvegliarlo dal coma facendo un "reboot" del suo cervello, specificando che deve essere una loro scelta: dopo che essi lo risvegliano, Tony perde tutti i ricordi inerenti e successivi alla guerra civile dei superumani, inoltre torna a necessitare del Reattore Arc per sopravvivere.
In seguito, durante l'assedio di Asgard a opera di Osborn e dell'H.A.M.M.E.R., Tony si schiera a difesa degli asgardiani assieme ai Nuovi Vendicatori, i Potenti Vendicatori, i Giovani Vendicatori e i Secret Warriors di Nick Fury, riuscendo finalmente a regolare i conti con Osborn disabilitandone l'armatura Iron Patriot e contribuendo all'uccisione di Sentry, manipolato da Osborn e privato del proprio controllo.

### Età degli eroi
Destituito l'H.A.M.M.E.R., Tony rientra in possesso delle sue armature e della sua azienda che ribattezza Stark Resilient deciso a servirsene non più per la fabbricazione di armi ma per la ricerca di nuove forme di energia pulita. Nel frattempo costruisce una nuova armatura direttamente collegata al suo cervello e battezzata Bleeding Edge. Justine e Sasha Hammer (rispettivamente figlia e nipote di Justin Hammer) tentano di distruggere tale compagnia neonata, prima tramite lo spionaggio industriale e poi assalendone direttamente la sede con l'armatura eso-militare Detroit Steel che tuttavia Tony riesce a sconfiggere guadagnando una buona pubblicità per la sua azienda.
Quando il Serpente, fratello di Odino, assale la Terra dando inizio al periodo della paura, a Parigi Iron Man affronta Gargoyle (trasformato in "Mokk, il Distruttore di Fede") venendo sconfitto. Deciso a sconfiggere gli araldi del Serpente, Tony beve un'intera bottiglia di liquore davanti a Odino (guadagnandone la stima ma vanificando gli sforzi fatti per uscire dall'alcolismo) e ottiene dal Padre degli Dèi di servirsi dei nani di Svartálfaheimr per fabbricare armi in uru da dare agli eroi terrestri e di poter infondere la suddetta lega anche nella sua stessa armatura. Al termine della battaglia finale, tramite il medesimo procedimento, ripara lo scudo di Capitan America, infranto nello scontro, e fa resuscitare da Odino tutte le persone morte nel suo scontro con Gargoyle.
Diverso tempo dopo, il Mandarino si allea con Zeke Stane (figlio di Obadiah Stane) al fine di screditare pubblicamente Tony Stark e impossessarsi del suo corpo, sebbene poi Zake, dopo che l'alleato gli manipola la mente per controllarlo meglio, si ribelli alleandosi temporaneamente con Stark e uccidendo il Mandarino.
Intanto Tony scopre di non essere biologicamente figlio di Howard e Maria Stark in quanto il vero erede dei due, Arno Stark, costretto in un polmone d'acciaio sin dalla nascita, è stato tenuto nascosto in un ospedale dai genitori per impedire agli alieni che hanno reso possibile il suo travaglio potessero servirsene per i loro scopi. Ricongiuntisi i due fratelli adottivi iniziano a lavorare insieme.

### Superior Iron Man
Dopo che Teschio Rosso acquisisce i poteri di Onslaught, Scarlet tenta di fermarlo lanciando un incantesimo che, fallendo, inverte la "bussola morale" di vari supereroi e supercriminali. Iron Man, subendone gli effetti, diviene egoista, megalomane e nuovamente alcolista. Scongiurata la crisi e spezzato l'incantesimo Tony ne rimane assoggettato proteggendosi (all'insaputa di tutti) dietro un campo di forza assieme a Havok e Sabretooth. Trasferitosi dunque a San Francisco, l'auto-battezzatosi Superior Iron Man si costruisce un'armatura interamente bianca e distribuisce gratuitamente ai cittadini l'Extremis 3.0 App, una nuova versione del bio-virus che consente a chi l'assume di raggiungere il massimo del potenziale umano per 24 ore; non appena ogni cittadino ne diviene dipendente al punto da iniziare a venerare Stark come un messia, questi inizia a esigere un pagamento giornaliero di $99.99 da chiunque desideri averne altro, facendo sì che molti abitanti, disperati, si diano al crimine per potersi permettere il virus, cosa che gli provoca prima una faida con Devil e, in seguito, porta Pepper ad affrontarlo in un ultimo tentativo di farlo ragionare, per poi minacciarlo di servirsi dei media per smascherare il suo complotto e rivelare all'opinione pubblica del mostro che è diventato.
Nel corso delle fasi finali dell'incursione tra Terra 616 e Terra 1610 Iron Man affronta nuovamente Steve Rogers, intenzionato a fargli confessare di essere sempre stato a conoscenza dell'inevitabile evento; prima che il duello tra i due abbia un esito, tuttavia, vengono schiacciati da un elivelivolo dello S.H.I.E.L.D. dell'universo parallelo.

### Nuovissimo Universo Marvel
Con la rinascita del multiverso, Iron Man viene guarito dagli effetti dell'inversione ritornando alla sua normale personalità ed inventando una nuova armatura dai colori classici capace di cambiare forma adattandosi alle circostanze; inoltre inizia una relazione con la dottoressa Amara Perera ed offre un lavoro nella sua società a Mary Jane Watson, di modo da risarcirla per aver accidentalmente distrutto uno dei suoi nightclub. Contemporaneamente si mette alla guida della nuova formazione di Avengers assieme a Capitan America (Sam Wilson) e Thor (Jane Foster), riuscendo inoltre a rintracciare sua madre biologica, la cantante ed ex-agente S.H.I.E.L.D. Amanda Armstrong, che gli rivela di averlo abbandonato poiché rimasta traumatizzata dopo aver dovuto uccidere il suo padre biologico Jude, doppiogiochista dell'Hydra.

## Poteri e abilità
Tony Stark è un genio dotato di un quoziente intellettivo elevatissimo nonché uno dei migliori scienziati della Terra. Laureatosi al MIT in ingegneria e fisica a soli 17 anni a pieni voti, oltre che come inventore e meccanico, Stark dispone di una profonda conoscenza nei campi della matematica, della chimica, della fisica, dell'informatica e della meccanica quantistica, cosa che lo porta a scoprire e migliorare costantemente nuove tecnologie all'avanguardia. È inoltre molto rispettato nel mondo degli affari, ed è considerato uno dei migliori strateghi commerciali del mondo, essendosi dimostrato più volte capace di far sorgere nuove compagnie dal nulla, nonché di rientrare in possesso della sua società qualora sottrattagli. Durante un periodo in cui gli è stato impossibile usare l'armatura, Stark ha chiesto a Capitan America di addestrarlo nel combattimento corpo a corpo, conseguendo ottimi risultati nel giro di pochissimo tempo.
Dopo aver introdotto nel suo sistema nervoso il virus tecno-organico Extremis modificandolo a suo piacimento, fonde l'armatura al suo stesso corpo immagazzinandone gli strati interni nelle cavità delle sue ossa controllandoli grazie ai propri impulsi nervosi. Le modifiche alla sua struttura biologica gli permettono inoltre di sviluppare un fattore di guarigione, nonché l'abilità di controllare i sistemi elettronici. L'Extremis e i poteri che ne derivano gli vengono tuttavia in seguito rimossi da un virus Skrull, motivo per il quale (dopo essersi risvegliato da un coma) si impianta nel petto un Reattore Arc, ideato da Danny Rand, che automatizza tutte le sue funzioni biologiche incrementando le sue capacità fisiche e intellettive al punto da poter comunque controllare mentalmente la propria armatura.

Tony Stark e l'armatura, disegni di Salvador Larroca

### Armatura
Iron Man indossa una potente armatura esoscheletrica che gli conferisce forza e velocità sovrumane, una resistenza allo strenuo dell'invulnerabilità e la capacità di volare raggiungendo velocità fino a Mach-8. Tale armatura, inventata ed assemblata dallo stesso Stark, è costituita da una matrice allineata molecolarmente di ferro, oro, titanio e altre leghe in misura minore (favorendo sia i movimenti che le capacità difensive); inoltre viene alimentata da una combinazione di convertitori solari, batterie elettriche e un generatore interno a particelle beta, sebbene possa assorbire e riconvertire anche altre forme d'energia.
Elementi importanti del personaggio, a differenza di altri supereroi, sono l'aspetto e le abilità della sua armatura, costantemente aggiornate, migliorate e modificate: la prima armatura grigio ferro è stata dipinta color oro poiché spaventava la gente e, in seguito, sostituita con una dal design più morbido e formoso. In varie occasioni Stark si è servito di armature di carattere specifico ad esempio per viaggi spaziali, immersioni a pressione atmosferica o manovre stealth; vi sono inoltre armature realizzate al fine di fronteggiare avversari specifici: la "Silver Centurion" creata per combattere Iron Monger, la "Hulkbuster" ideata per poter affrontare Hulk e la "Thorbuster" creata coi frammenti del Distruttore per poter combattere Thor. Nel corso della Guerra delle Armature, Stark ha inoltre ideato dei dispositivi che, se attaccati a un'armatura basata su una sua tecnologia, ne disabilitano i componenti rendendola inutilizzabile. Tali apparecchiature non sortiscono però alcun effetto sui modelli di armatura costruiti in seguito.
Il sistema di armamenti dell'armatura si è evoluto nel corso degli anni, sebbene l'arma offensiva tradizionale di Iron Man rimangono i raggi repulsori emessi dal palmo dei guanti. Altre armi presenti in varie incarnazioni dell'armatura sono: l'uniraggio (Uni-Beam Projector) emesso dal suo petto, le sonde estraibili (Pulse Bolts) atte a raccogliere energia cinetica durante gli spostamenti, un generatore di EMP ed uno scudo di energia estensibile fino a 360 gradi. Altre dotazioni di molte armature sono: il generatore di raggi ultra-freon capace di manipolare i campi magnetici, l'emettitore di esplosioni soniche, un proiettore di ologrammi, varie tipologie di missili, piccoli cannoni repulsori e mitragliatrici.

## Altre versioni

### 1602
In 1602, Lord Iron è un nobile spagnolo che, dopo essere stato catturato e torturato dagli inglesi durante la guerra, è costretto ad indossare sempre una pesante armatura per sopravvivere. Incaricato dal Re di Spagna di cacciare le "streghe" nel Nuovo Mondo, Lord Iron finisce per scontrarsi con David Banner.

### Age of X
Nel crossover Age of X, Tony Stark è stato infettato da un virus che lo ha fuso all'armatura e, resosi conto di star progressivamente perdendo la sua umanità in favore dell'intelligenza artificiale, implora i suoi compagni di ucciderlo, venendo esaudito.

### Amalgam
Nell'universo Amalgam, il magnate dell'aeronautica Hal Stark/Iron Lantern (unione tra Hal Jordan e Tony Stark), proprietario della Stark Aircraft, dopo essere rimasto ferito in un incidente si costruisce un'armatura con pacemaker per il suo cuore, usando una potente lanterna donatagli da un alieno morente e capace di generare un'energia verde sconosciuta.

### Attack on Avengers
Nel crossover tra la Marvel-Disney e L'attacco dei giganti, i Vendicatori affrontano i giganti che stanno invadendo New York assieme ai Guardiani della Galassia e dei protagonisti del manga.

### Avataars: Patto dello Scudo
Nella miniserie Avataars, Ironheart è un cavaliere membro dei Campioni del Reame.

### Bullet Points
Nella miniserie Bullet Points, dopo la morte di Abraham Erskine e la chiusura del Progetto Super Soldato, Steve Rogers, sempre desideroso di servire il suo paese, diviene Iron Man. Quando però questi viene ucciso in uno scontro con Hulk, Tony Stark ne diviene il sostituto.

### The End
Iron Man compare in due differenti incarnazioni del ciclo The End, che immagine il finale delle avventure di vari personaggi Marvel Comics:
- In Fantastic Four: The End, Tony è sopravvissuto spostando la sua coscienza da un corpo robotico all'altro.[152]
- In Iron Man: The End, un Tony Stark vecchio e malato, si ritira mettendosi alla ricerca di un successore.[153]

### L'era di Apocalisse
Nella saga L'era di Apocalisse, Tony Stark è un membro del Grande Consiglio Umano.

### Exiles
Durante i loro viaggi per realtà parallele, gli Exiles hanno incontrato varie versioni alternative di Iron Man:
- In una Iron Man è un criminale membro di Arma X[155] e inizia una guerra mondiale.[156]
- In una è il padrone del mondo e muove guerra contro Attilan.[157]
- In una è un collega di Mister Fantastic e del Dottor Octopus.[158]
- In una viene ucciso dall'onda annihilation di Hulk e rimpiazzato da Spitfire.
- In una esiste un gruppo di persone chiamati Figli del Ferro (Sons of Iron) che indossano delle armature simili a quelle di Stark per mimetizzare le loro fattezze umane in un mondo popolato principalmente da rettili umanoidi.[159]

### House of M
Nella realtà alternativa di House of M, Tony dirige la Stark Enterprises e suo padre Howard è ancora vivo. Assieme al genitore ha costruito una armatura ipertecnologica grazie alla quale è stato il vincitore dello show televisivo "Sapiens Death Match" dove i non mutanti si affrontano in combattimenti all'ultimo sangue. Quando il padre rivela di star cospirando contro Magneto Tony, con l'aiuto di alcuni partecipanti allo show, riesce a fermare l'attacco terroristico salvando migliaia di mutanti e guadagnandosi così la stima sia loro che dello stesso Magneto.

### Iron Maniac
Iron Maniac è una versione alternativa malvagia di Tony Stark proveniente da Terra-5012, luogo ove l'Uomo Ragno non esiste, Hank Pym è Hulk, i Vendicatori sono morti e Stark ha iniziato una dura guerra con Reed Richards nel corso della quale è stato orrendamente sfigurato e bandito su Terra-616 da cui tenta di fuggire sfruttando i poteri di un mutante neofita venendo però sconfitto dall'Uomo Ragno e X-23. Imprigionato su un Helicarrier dello S.H.I.E.L.D., Iron Maniac osserva con orrore mentre, nella nuova realtà, l'evento che ha causato la morte dei Vendicatori nel suo mondo (la guerra col super-alieno Titannus) si risolve senza spargimenti di sangue col suicidio dell'alieno. Liberatosi, costruisce un'armatura ed affronta l'Uomo Ragno, Wolverine, Capitan America e Luke Cage, venendo sconfitto grazie al sacrificio di Freedom Ring e nuovamente imprigionato.

### Mangaverse
Nel Marvel Mangaverse, dopo aver operato per un po' come Iron Man, Tony Stark scompare misteriosamente dalla circolazione ed il suo ruolo viene preso dalla sua sorella gemella, l'ex-agente S.H.I.E.L.D. Antoinette "Toni" Stark. Dopo che essa muore in uno scontro con Hulk, Tony fa ritorno ridotto a una testa tenuta in vita da vari supporti vitali e, trapiantata la sua coscienza in un corpo clonato, torna attivo come Iron Man costruendo mecha per i Vendicatori.

### Marvel Adventures
Nella realtà Marvel Adventures, Stark viene catturato dall'A.I.M. assieme a Gia-Bao Yinsen, un inventore pacifista originario di Madripoor che lo critica aspramente per aver permesso all'A.I.M. di impossessarsi di armi progettate dalla sua azienda e servirsene per attaccare il suo paese. I due decidono comunque di collaborare per fuggire costruendo due armature (una color oro e l'altra rossa), sebbene durante tale operazione Yinsen muoia.

### Marvel Noir
Nella serie Iron Men Noir, Tony Stark è un industriale degli anni trenta nonché un avventuriero. Tradito dalla compagna di avventure Giulietta Nefaria, cade in una trappola tesagli dai baroni nazisti Strucker e Zemo rimanendo gravemente ferito e sopravvivendo tramite l'impianto di una piastra magnetica nel torace. Scoperto in seguito che il barone Zemo è in realtà suo padre, a lungo creduto morto, Tony, capendo che l'uomo ha subito un lavaggio del cervello dai nazisti, lo uccide.

### Marvel Scimmie
Nell'universo Marvel Scimmie, il personaggio è un mandrillo chiamato Iron Mandrill.

### Marvel Zombi
In Marvel Zombi, Iron Man viene contagiato dal virus e diviene uno zombie; all'arrivo di Silver Surfer sulla Terra, Tony cerca di divorarlo ma viene tagliato in due dal Surfer cosa che, tuttavia, non lo uccide, tanto che sarà uno degli zombi che divorerà Galactus.

### MC2
Nel futuro alternativo di MC2, Tony ha smesso di essere Iron Man e si è ritirato dopo aver inventato Mainframe, un'intelligenza artificiale che lo sostituisce nella nuova generazione di Vendicatori.

### Newuniversal
Nella miniserie newuniversal, Tony Stark è uno dei 3 esseri umani dotati di poteri a seguito dell'Evento Bianco avvenuto il 26 aprile 1953, che lo trasforma da studente mediocre a genio scientifico tanto da risollevare l'industria di famiglia e raggiungere un tale livello tecnologico da surclassare chiunque sul pianeta. Rapito in Vietnam nel 1959, riesce a fuggire ai suoi carcerieri costruendo una sofisticata armatura ma, fatto ritorno in patria, viene ucciso da un agente del Progetto Spitfire, che si appropria della sua armatura.

### Terra-818
In questa Terra, Tony Stark è uno dei pochi umani superstiti e diventa l'Ant-Man di questo mondo (inventando le medesime particelle che creò Pym su Terra-616). Ha problemi con l'alcol e anche per questo è stato abbandonato da molti amici e familiari.

### Terra X
Nella realtà alternativa di Terra X, Tony Stark è il solo ad essersi messo in salvo dalle Nebbie Terrigene che hanno donato a tutto il mondo superpoteri e vive in una base orbitale nello spazio.

### Ultimate
Nell'universo Ultimate, Tony Stark è un miliardario che, affetto da un tumore incurabile, ha deciso di impiegare il tempo che gli resta da vivere per aiutare il proprio prossimo assumendo l'identità di Iron Man. Collabora col generale Nick Fury nel rifornire di attrezzature agli Ultimates, entrando a far parte del gruppo di supereroi a sua volta nonostante, a discapito dell'atteggiamento arrogante, sia spesso dubbioso delle sue capacità.
Diverso tempo dopo sposa Natasha Romanova che tuttavia si rivela essere una traditrice infiltrata negli Ultimates dai Liberatori; ciò porta Stark a metterla KO manipolando i naniti precedentemente inseriti nel suo sangue. Tale tradimento gli provoca poi una certa depressione e la caduta nell'alcolismo.

### Vendicatori/JLA
Nel crossover Vendicatori/JLA, Iron Man esordisce sconfiggendo Starro e, in seguito, arriva a Metropolis con l'aiuto di Metron e, dopo vari scontri con personaggi quali Lanterna Verde, Capitan Atom, Freccia Verde e Wonder Woman, lui e i Vendicatori si alleano alla Justice League nella battaglia finale contro Krona.

### What If?
Il personaggio è stato reinventato in quattro scenari della serie fuori continuity What If?:
- Nel primo e nel secondo si immagina cosa sarebbe successo se gli eventi di Civil War si fossero svolti in maniera differente.[181]
  - Nel primo, Tony muore a causa del virus Extremis e quindi Steve guida tutti gli eroi contro l'Atto di Registrazione: senza la mediazione di Tony, il governo risponde con ancora maggiore violenza e, nella ribellione risultante, molti eroi (compresi Cap, la Donna Invisibile e l'Uomo Ragno) vengono uccisi mentre altri sono obbligati a nascondersi; la nazione viene quindi guidato da un governo adoperante una politica di tolleranza zero contro i metaumani, con un esercito di cloni di Thor come nuova forza di difesa contro i criminali, guidata da Henry Grynch che diventa, poi, Presidente degli Stati Uniti.
  - Nel secondo, prima che si scateni lo scontro che nella realtà originale avrebbe portato all morte di Bill Foster, Tony chiede aiuto a Steve invece di minacciarlo: l'umiltà mostrata dall'amico spinge Cap a decidere di non combattere e a credere alle buoni intenzioni di Tony, ma il clone di Thor viene erroneamente attivato dallo S.H.I.E.L.D. e li attacca. Dato che in questa realtà non sta lottando contro Steve, Tony riesce a impedire che il clone uccida Bill Foster, prendendo il colpo al posto di quest'ultimo; vedere l'amico in difficoltà spinge Cap ad aiutarlo e, seguendone l'esempio, tutti gli eroi si coalizzano e distruggono il clone asgardiano. Con la fine della battaglia i due leader accettano di trovare una soluzione pacifica e, alla fine, trovano un compromesso che Tony riesce a far accettare anche dal governo: da lì in poi gli eroi saranno obbligati a registrarsi e a farsi addestrare, ma dovranno fornire la propria identità solo a Steve Rogers, che sarà incaricato di fare da garante per tutti loro. In tal modo i supereroi saranno supervisionati, come voleva Tony, ma riescono a rimanere indipendenti dal controllo del governo, come voleva Steve, e così, sotto la guida congiunta dei due, riescono anche a riguadagnare la fiducia sia di esso che del resto del mondo.
- Nel terzo, che immagina cosa succederebbe se i Fantastici Quattro originali fossero tutti morti e una nuova squadra con lo stesso nome formata da Wolverine, l'Uomo Ragno, Hulk e Ghost Rider fossero i soli supereroi disponibili per affrontare Thanos nel momento in cui si impossessa del Guanto dell'infinito; dopo la prima battaglia col potente alieno, Ghost Rider muore e Iron Man lo sostituisce.[182]
- Nel quarto, è Tony a essere il compagno di stanza del Dottor Destino invece di Reed Richards. Convinto che Tony sia arrivato a quel punto solo perché, al contrario suo, è nato in un contesto privilegiato, Victor scambia i loro corpi, lasciando il compagno di stanza convinto di essere lui ma con pochi ricordi della sua vita. Dopo aver fatto prontamente espellere dal college Tony, Victor termina gli studi e comincia a dirigere le Stark Industries, ma l'amore per il potere lo porta, dopo aver tolto di mezzo Howard Stark, a trasformare l'azienda in un'organizzazione corrotta e presto oscurata dalla tecnologia sviluppata a Latveria dal suo nuovo governante. Tony infatti, dopo un iniziale smarrimento, ha rimesso in piedi la propria vita e, con fatica, è diventato comunque un grande scienziato e stimato industriale, che ha trasformato Latveria in una delle nazioni più potenti del mondo. Non sopportando questo, Destino crea una propria armatura di Iron Man con cui sabotare il reattore Arc inventato da Tony, ma quest'ultimo risponde con la propria armatura in stile latveriano, sconfiggendo il primo. Per evitare la prigione, Destino racconta a Tony la verità su quanto accaduto anni prima, proponendogli di scambiarsi nuovamente le menti, ma a quest'ultimo non importa, perché ora è Victor Von Doom, un uomo stimato e ben voluto da tutti, mentre Destino è riuscito solo a rovinare il nome della famiglia Stark e a farsi comunque superare dal proprio rivale.[183]

## Altri media

### Animazione
- Iron Man, doppiato da Marc Worden,[184][185] compare in Ultimate Avengers e nel suo sequel Ultimate Avengers 2, entrambi prodotti dai Marvel Studios e distribuiti direttamente in home video da Lions Gate Entertainment nel 2006.
- Nel 2007 è uscito per il mercato home video L'invincibile Iron Man, sempre prodotto da Marvel Studios e Lions Gate Entertainment, con Marc Worden che ha doppiato il personaggio.[186]
- Il personaggio, doppiato da Tom Kane,[187] appare in Next Avengers - Gli eroi di domani (2008) come mentore di nuovi e giovani Vendicatori.
- Iron Man, nuovamente doppiato da Marc Worden, ha un breve cameo in Planet Hulk (2010).
- Il personaggio, doppiato da Keiji Fujiwara, è il protagonista del film anime Iron Man: Rise of Technovore (2013).
- Iron Man, doppiato da Adrian Pasdar,[188][189] è il co-protagonista in Iron Man & Hulk: Heroes United (2013) e Iron Man & Captain America: Heroes United (2014).
- Il personaggio, nuovamente doppiato da Keiji Fujiwara, appare nel film anime direct-to-video Avengers Confidential: La Vedova Nera & Punisher (2014).

### Marvel Cinematic Universe

Tony Stark / Iron Man interpretato da Robert Downey Jr. in Avengers: Endgame (2019)

Nel media franchise del Marvel Cinematic Universe (MCU), Tony Stark / Iron Man è interpretato da Robert Downey Jr.; è uno dei personaggi presenti in più film e tra i protagonisti della "Saga dell'infinito". La sua evoluzione è spesso considerata l'arco narrativo definitivo della serie. In The Avengers (2012) il personaggio diventa uno dei membri fondatori degli Avengers ed entra in conflitto con Steve Rogers durante gli eventi di Captain America: Civil War (2016) a causa della firma degli Accordi di Sokovia, provocando una scissione negli Avengers, nonostante i due riescano poi a riappacificarsi. Muore durante gli eventi di Avengers: Endgame (2019) riportando in vita tutte le persone scomparse dopo il Blip, utilizzando le Gemme dell'infinito per uccidere Thanos e il suo esercito. Versioni alternative del personaggio appaiono nelle serie animate What If...? (2021) e Il vostro amichevole Spider-Man di quartiere (2025).

### Musica
- Il celebre brano dei Black Sabbath "Iron Man" dell'album del 1970 Paranoid, contrariamente alle apparenze, non è un omaggio al personaggio Marvel Comics, ma narra una storia a sé stante. Tuttavia, la canzone è stata inserita nella colonna sonora del film Iron Man.
- Il rapper Ghostface Killah, membro del Wu-Tang Clan, ha intitolato il suo album d'esordio come solista del 1996 Ironman, dichiarando di essere stato molto influenzato dai fumetti del supereroe per la sua musica,[195] tanto da aver occasionalmente adottato lo pseudonimo di "Tony Stark"[196] e da fare un cameo in una scena eliminata del film del 2008.[197]
- Tony Stark viene menzionato in un verso di "Hang By, Hang By", traccia bonus dell'album del 2005 Up All Night dei Razorlight.[198]

### Televisione
- Nel 1966 è stata prodotta la serie televisiva a cartoni animati The Marvel Super Heroes, incentrata su Capitan America, Hulk, Iron Man, Thor o Namor.[199] Iron Man è stato doppiato da John Vernon.
- Negli anni ottanta Iron Man, doppiato da William Marshall, ha avuto varie apparizioni in L'Uomo Ragno e i suoi fantastici amici.
- Iron Man ha fatto diverse comparse in forma di cameo nel corso degli episodi della serie animata dell'Uomo Ragno del 1981.
- Dal 1994 al 1996 è stata prodotta dalla Fox una serie a cartoni animati basata sulle avventure di Tony Stark, Iron Man, con Robert Hays come doppiatore del personaggio.[200]
- Iron Man ha dei cameo non parlati in vari episodi della serie animata dei Fantastici Quattro del 1994.
- Il personaggio, doppiato da Robert Hays,[201] compare in Spider-Man - L'Uomo Ragno del 1994.
- Iron Man, doppiato nuovamente da Robert Hays,[202] appare in un episodio datato 1996 della serie animata L'incredibile Hulk.
- Nella serie d'animazione del 1999 I Vendicatori, Iron Man è un personaggio minore, ed è doppiato da Francis Diakowsky.[203]
- Nel 2007 Iron Man, doppiato da David Kaye, compare in un episodio de I Fantastici 4 - I più grandi eroi del mondo.
- Nel 2009 è stata prodotta dai Marvel Studios la serie animata Iron Man: Armored Adventures che, differentemente dai fumetti, vede protagonista un Tony Stark adolescente, doppiato da Adrian Petriw.
- Nel 2009 ha debuttato la serie a cartoni animati Super Hero Squad Show, che vede i personaggi della Marvel Comics in versione super deformed. Iron Man, doppiato da Tom Kenny,[204] è il capo della Super Hero Squad.
- Nel 2010 è stata prodotta dai Marvel Studios una nuova serie animata sui Vendicatori: Avengers - I più potenti eroi della Terra, in cui Iron Man è uno dei protagonisti, ed è doppiato da Eric Loomis.[205][206]
- Al personaggio, che torna a essere doppiato da Keiji Fujiwara, è dedicato l'anime Iron Man del 2010,[207] nato dal progetto Marvel Anime, collaborazione tra Marvel Studios e Madhouse.
- Iron Man, doppiato da Adrian Pasdar,[208] appare in due episodi della serie animata del 2012 Ultimate Spider-Man.
- Il personaggio, nuovamente doppiato da Adrian Pasdar, compare in un episodio di Hulk e gli agenti S.M.A.S.H..
- Iron Man, sempre doppiato da Adrian Pasdar, appare nello special TV Phineas e Ferb: Missione Marvel.
- Nella serie iniziata nel 2013 Avengers Assemble, Iron Man è uno dei personaggi principali, ed è doppiato da Adrian Pasdar e Mick Wingert.[209]
- Iron Man, doppiato da Eiji Hanawa, è uno dei protagonisti dell'anime Disk Wars: Avengers.
- Il personaggio, ancora doppiato da Eiji Hanawa, è uno dei protagonisti dell'anime Gli Avengers del futuro.
- Iron Man, doppiato da Mick Wingert, compare in alcune puntate della serie animata Spider-Man del 2017.
- Il personaggio, doppiato da Noel Johansen, è presente nella serie animata Marvel Super Hero Adventures del 2017.
- Iron Man, doppiato da Jon Hamm,[210] appare nella serie animata M.O.D.O.K. del 2021.
- Il personaggio, doppiato da John Stamos, compare nella serie animata Spidey e i suoi fantastici amici iniziata nel 2021.
- Iron Man, doppiato da Mason Blomberg,[211] è uno dei protagonisti della serie animata Iron Man e i suoi fantastici amici del 2025.

### Videogiochi
- Captain America and The Avengers
- Avengers in Galactic Storm
- Marvel Super Heroes
- Marvel Super Heroes in War of the Gems
- Iron Man / X-O Manowar in Heavy Metal
- Marvel vs. Capcom 2: New Age of Heroes
- The Invincible Iron Man
- Tony Hawk's Underground
- Il Punitore
- X-Men Legends II: L'Era di Apocalisse
- Marvel Nemesis: L'Ascesa degli Esseri Imperfetti
- Marvel: La Grande Alleanza
- LittleBigPlanet
- Iron Man
- Iron Man: Aerial Assault
- L'incredibile Hulk
- Marvel: La Grande Alleanza 2[212]
- Marvel Super Hero Squad
- Marvel Super Hero Squad: The Infinity Gauntlet
- Iron Man 2
- Marvel Super Hero Squad Online
- Marvel Super Hero Squad: Comic Combat
- Marvel vs. Capcom 3: Fate of Two Worlds
- Ultimate Marvel vs. Capcom 3
- Marvel vs. Capcom Origins
- Marvel: Avengers Alliance
- Marvel: Avengers Alliance Tactics
- Marvel Avengers: Battle for Earth
- LEGO Marvel Super Heroes
- Marvel Heroes
- Marvel: Sfida dei campioni
- Marvel Future Fight
- Marvel Avengers Academy
- LEGO Marvel's Avengers
- LEGO Marvel Super Heroes 2
- Fortnite Battle Royale
- Marvel vs. Capcom: Infinite
- Marvel: La Grande Alleanza 3: L'Ordine Nero
- Marvel's Iron Man VR
- Marvel's Avengers
- Marvel's Midnight Suns
- Marvel Rivals